# Helmer Pedersen
Helmer Orlaf Leif Pedersen (Copenhague, 28 de março de 1930 — 24 de agosto de 1987) foi um velejador neozelandês, campeão olímpico. Ele competiu nos Jogos Olímpicos de Verão de 1964 na classe Flying Dutchman e conquistou a medalha de ouro, ao lado de Earle Wells.
Em seu país natal, a Dinamarca, ele era principalmente um velejador da classe Finn. Não integrou nenhuma seleção olímpica dinamarquesa devido à presença do multicampeão Paul Elvstrøm, embora tenha sido reserva da Dinamarca nos Jogos Olímpicos de Verão de 1952. Ele foi introduzido retrospectivamente no Hall da Fama dos Esportes da Nova Zelândia em 1990.